# 오상욱
오상욱(吳尙旭, 1996년 9월 30일~)은 대한민국의 펜싱 선수이다. 주 종목은 사브르이며 2015년에 펜싱 월드컵을 통해 국가대표 선수 경력을 시작했다. 
2018년 아시안 게임 당시 개인전에서 은메달, 단체전에서 금메달을 획득하였고, 2019년에 세계 선수권 대회, 아시아 선수권 대회, 유니버시아드에서 개인전과 단체전 금메달을 획득했다. 이후에 2020년 도쿄 올림픽 사브르 단체전 금메달을 김정환, 구본길, 김정환과 함께 획득했다. 2024년 펜싱의 종주국인 프랑스 파리에서 열린 올림픽에서 단체전, 개인전 2관왕을 차지하여 유력한 펜서가 되었다.

## 방송 출연

### 광고
- 2024년 ~ : OB맥주 카스라이트 제로